# Ветрино (община)
Ветрино (болг. Община Ветрино) — община в Болгарии. Входит в состав Варненской области. Население составляет 6163 человека (на 15 мая 2008 года).

## Состав общины
В состав общины входят следующие населённые пункты:
1. Белоградец
2. Ветрино
3. Габырница
4. Доброплодно
5. Млада-Гвардия
6. Момчилово
7. Невша
8. Неофит-Рилски
9. Средно-Село
10. Ягнило